# Faedo de Ciñera
El Faedo de Ciñera es un pequeño bosque formado fundamentalmente por hayas situado entre las localidades de Villar del Puerto (Vegacervera) y Ciñera de Gordón, municipio de La Pola de Gordón, en la provincia de León. Se engloba dentro de la Reserva de la Biosfera del Alto Bernesga, y ha sido reconocido como el Mejor Bosque de España en 2008 por el Ministerio de Medio Ambiente y la entidad Bosques Sin Fronteras, por su cuidado y preservación de la naturaleza íntegra y en especial por la implicación de los propios vecinos en su conservación.

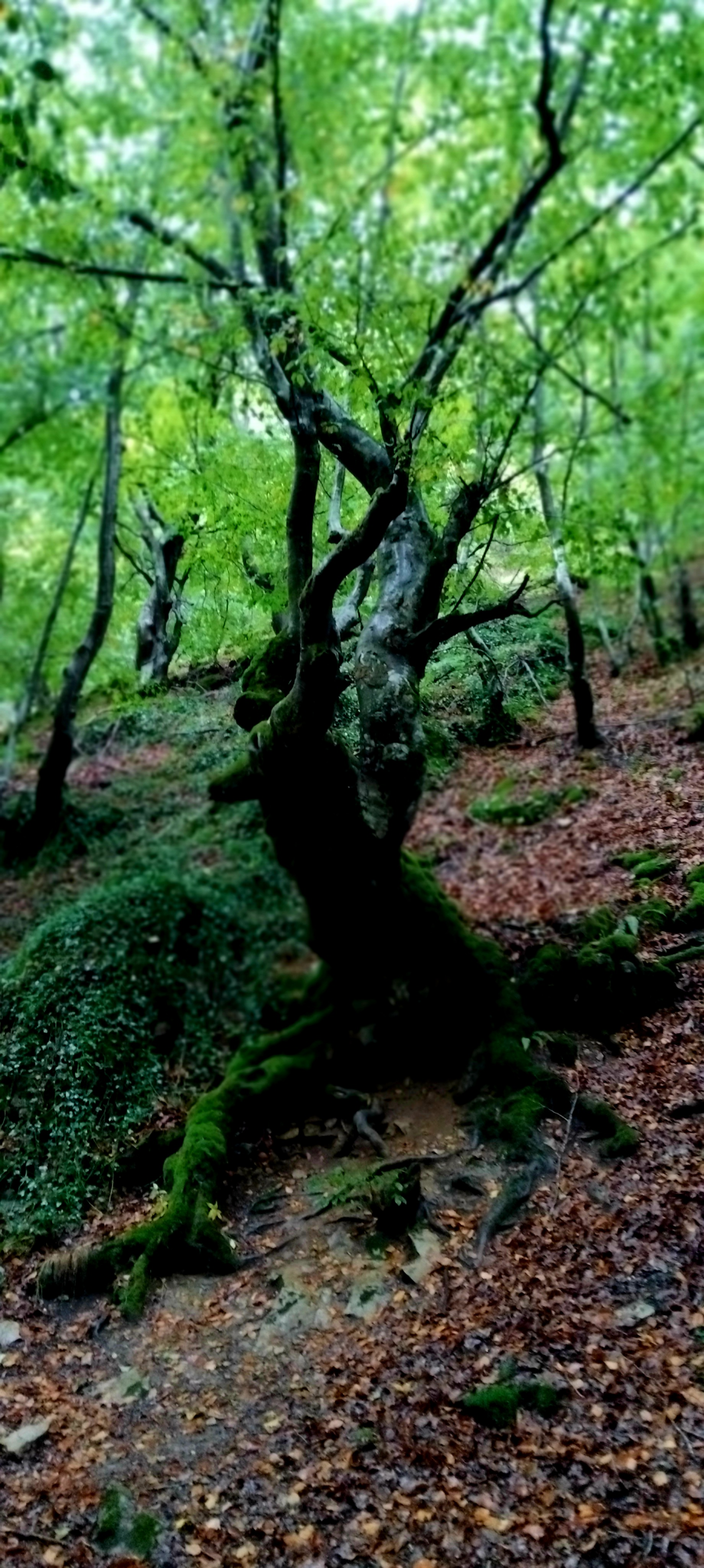
Faedo Ciñera. Octubre 24

En abril de 2023 es reconocido como el bosque mejor cuidado de toda España por las organizaciones ‘Bosque sin Fronteras’ y ‘Árboles, Leyendas Vivas’ con la colaboración del Ministerio de Medio Ambiente.

## Entorno
El Faedo de Villar del Puerto tiene unas dimensiones relativamente pequeñas de apenas unos pocos kilómetros cuadrados, pero el paso del Arroyo del Villar con las hayas creciendo en formas caprichosas a su borde, lo han convertido en un reclamo turístico natural para la localidad y la comarca. Casi en el centro del mismo bosque está el haya bautizada como Fagus, que los expertos calculan pueda tener unos 800 años de edad, siendo de las hayas más longevas de la península. La ruta se prolonga más allá del bosque por las llamadas Hoces del Villar, que en senda perfectamente delimitada llega a través de la montaña a la localidad de La Vid de Gordón.
Antes de penetrar en el bosque hay dispuestas varias mesas y zonas de merenderos al borde de un arroyo. Para preservar el bosque y su delicado suelo, se ha dispuesto recientemente de un camino en madera, hecho por los propios vecinos de Ciñera, que marca la ruta a seguir y evita el deterioro del ecosistema.

## Fauna y flora
Además de destacar las hayas, en su entorno se pueden apreciar la presencia de robles, chopos, diversos matorrales de montaña. En la ribera del arroyo podemos apreciar diversas hierbas aromáticas como la salvia, menta y manzanilla. En cuanto a la fauna destaca la presencia de lobos, fauna aviar abundante de especies insectívoras y frugívoras, y muy esporádicamente osos.